# Língua quisi (Quênia)
Quisi ou gusi (em quisi: ekegusii) é uma língua banto falada nos condado de Quisi e Niamira, no Quênia, onde habitam os quisis. Segundo censo de 2009, havia 2,2 milhões de falantes. É classificada como uma língua bantu central, sendo parte do grupo curia, nomeado E.10 na classificação de Malcolm Guthrie.